# Simulium konkourense
Simulium konkourense es una especie de insecto del género Simulium, familia Simuliidae, orden Diptera.
Fue descrita científicamente por Boakye, Post, Mosha & Quillevere, 1993.